# Matheus Biteco
Matheus Bitencourt da Silva, meglio noto come Matheus Biteco (Porto Alegre, 28 giugno 1995 – La Unión, 28 novembre 2016), è stato un calciatore brasiliano, di ruolo centrocampista.
Anche suo fratello Guilherme Biteco è un calciatore.

## Carriera

### Club
Dopo aver compiuto tutta la trafila delle giovanili con il Grêmio, ha esordito nella massima serie del campionato brasiliano proprio con la maglia del club di Porto Alegre. Ceduto in Germania all'Hoffenheim, è successivamente tornato in patria per vestire la maglia della Chapecoense.
Il 28 novembre 2016 è deceduto nell'incidente dell'aereo sul quale viaggiava insieme alla squadra della Chapecoense che si apprestava a giocare la finale della Copa Sudamericana, contro l'Atlético Nacional.

### Nazionale
Ha giocato nella nazionale brasiliana Under-20.

## Palmarès
- Coppa Sudamericana: 1

Chapecoense: 2016 (postumo)